# Lebesby
70°33′54″N 27°1′9″Ø / 70.56500°N 27.01917°Ø
Lebesby kommune (nordsamisk: Davvesiidda gielda) ligger i Troms og Finnmark fylke i Norge. Den grænser i nordvest til Nordkap, i nordøst til Gamvik, i øst og syd til Tana og i vest til Porsanger. Kommunen består af Veidnesklubben, Lebesby, Kunes, Dyfjord, Nordmannset og Kjøllefjord.
Kommunen må betraktes som en fraflytningskommune. Kommunen har haft en netto udflytning på omkring 300 personer siden 1998.

## Tusenårssted
Kommunens tusenårssted er Kunes. Kunes er udpeget til et af fem kreative centre i fylket.
Kunes, som ligger ca. 120 km fra kommunecentret Kjøllefjord, var også med i kampen om at blive Finnmark fylkes tusenårssted, men endte til slut på andenpladsen.